# Élection présidentielle comorienne de 2010
L'élection présidentielle comorienne de 2010 se tient les dimanches 7 novembre et 26 décembre 2010, pour élire le nouveau président de l'union des Comores. Le président sortant, Ahmed Abdallah Mohamed Sambi, élu en 2006, ne peut pas se représenter.
Ikililou Dhoinine est élu président de l'union des Comores à l'issue du second tour avec 60,91 % des voix et est le premier citoyen originaire de Mohéli à occuper cette fonction.

## Modalités
Le président de l'union des Comores est élu pour un mandat de quatre ans. La présidence de l'Union est tournante : tous les quatre ans, une île propose des candidats pour l'élection, le premier tour pour les sélectionner étant réservé à l'île en question, qui est en 2010 Mohéli. De ce fait, Ahmed Abdallah Mohamed Sambi qui est originaire d'Anjouan ne peut pas se présenter lors de ce scrutin.
Le premier tour est réservé à la population de Mohéli. Les trois candidats ayant obtenu le plus grand nombre de voix peuvent se présenter au second tour ouvert à tous les électeurs du pays. Celui qui remporte le plus grand nombre de suffrages est élu.
Le président sortant doit quitter le pouvoir avant le 26 mai 2011.
En parallèle de cette élection se déroule l'élection des gouverneurs des îles de l'Union.

## Candidats
Dix candidats se présentent à l'élection présidentielle de 2010 :
- Ikililou Dhoinine, vice-président sortant, de la mouvance présidentielle d'Ahmed Abdallah Mohamed Sambi ;
- Mohamed Larifou Oukacha, de la mouvance présidentielle ;
- Abdou Djabir, de l'opposition, député et enseignant à l'université des Comores ;
- Mohamed Saïd Fazul, de l'opposition, ancien président de Mohéli ;
- Bianrifi Tarmidhi, de l'opposition, ancien Premier ministre ;
- Saïd Dhoifir Bounou, ancien président de l'Assemblée de l'union des Comores ;
- Ahamada Madi Bolero, de l'opposition ;
- Mohamed Hassanaly, de l'opposition ;
- Abdoulhakin Ben Saïd Allaoui, de l'opposition ;
- Zahariat Saïd Ahmed, de l'opposition, seule femme candidate, enseignante d'éducation physique et sportive.

## Déroulement du scrutin

### Financement
Les Comores ont des difficultés à réunir les fonds nécessaires à l'organisation de l'élection. Mourad Taiati, diplomate tunisien de l'Union africaine, estime le budget à 2,8 millions d'euros. Le gouvernement comorien, l'Union européenne, la Ligue arabe, l'Organisation internationale de la francophonie, le Programme des Nations unies pour le développement et la France sont les principaux contributeurs.

### Premier tour
Le premier tour, qui constitue une primaire présidentielle à Mohéli, se déroule le 7 novembre 2010.
Ikililou Dhoinine, Mohamed Saïd Fazul et Bianrifi Tarmidhi sont d'abord annoncés comme participants au second tour, mais la Cour constitutionnelle annule les résultats d'un bureau de vote où a été constaté des anomalies. Par conséquent, Bianrifi Tarmidhi cède sa place à Abdou Djabir.
Les observateurs internationaux notent « quelques manquements » lors de ce premier tour.

### Second tour
Le second tour, ouvert à tout l'électorat de l'union des Comores, se déroule le 26 décembre 2010.
Ikililou Dhoinine est élu président de l'union des Comores à l'issue du second tour avec 60,91 % des voix.
L'opposition dénonce un nombre important de fraudes, notamment sur l'île d'Anjouan. Saïd Larifou, bras droit du candidat Mohamed Saïd Fazul, parle de « coup d'État électoral », et les observateurs internationaux (Union africaine, Ligue arabe, Organisation internationale de la francophonie et Organisation de la Conférence islamique), déclarent qu'il s'agit d'un « scrutin libre et transparent malgré certaines irrégularités ».

## Résultats
|                              |                              | Premier tour le 7 novembre 2010 | Premier tour le 7 novembre 2010 | Premier tour le 7 novembre 2010 | Second tour le 26 décembre 2010 | Second tour le 26 décembre 2010 | Second tour le 26 décembre 2010 |
|                              |                              | Nombre                          | % des inscrits                  | % des votants                   | Nombre                          | % des inscrits                  | % des votants                   |
| Inscrits                     | Inscrits                     | 21 429                          |                                 |                                 | 384 358                         |                                 |                                 |
| Votants                      | Votants                      | 14 378                          | 67,1 %                          |                                 | 202 933                         | 52,8 %                          |                                 |
| suffrages exprimés           | suffrages exprimés           | 13 427                          |                                 | 93,4 %                          | 175 495                         |                                 | 86,5 %                          |
| bulletins blancs ou nuls     | bulletins blancs ou nuls     | 951                             |                                 | 6,6 %                           | 27 438                          |                                 | 13,5 %                          |
| Abstentions                  | Abstentions                  | 7 051                           | 32,9 %                          |                                 | 181 425                         | 47,2 %                          |                                 |
|                              |                              |                                 |                                 |                                 |                                 |                                 |                                 |
| Candidat                     | Candidat                     | Voix                            | % des exprimés                  |                                 | Voix                            | % des exprimés                  |                                 |
| Ikililou Dhoinine            | Ikililou Dhoinine            | 3 785                           | 28,19 %                         |                                 | 106 890                         | 60,91 %                         |                                 |
| Mohamed Saïd Fazul           | Mohamed Saïd Fazul           | 3 080                           | 22,94 %                         |                                 | 57 587                          | 32,81 %                         |                                 |
| Abdou Djabir                 | Abdou Djabir                 | 1 327                           | 9,88 %                          |                                 | 11 018                          | 6,28 %                          |                                 |
| Bianrifi Tarmidhi            | Bianrifi Tarmidhi            | 1 250                           | 9,31 %                          |                                 | -                               | -                               |                                 |
| Saïd Dhoifir Bounou          | Saïd Dhoifir Bounou          | 1 154                           | 8,59 %                          |                                 | -                               | -                               |                                 |
| Ahamada Madi Bolero          | Ahamada Madi Bolero          | 1 060                           | 7,89 %                          |                                 | -                               | -                               |                                 |
| Mohamed Larifou Oukacha      | Mohamed Larifou Oukacha      | 977                             | 7,28 %                          |                                 | -                               | -                               |                                 |
| Mohamed Hassanaly            | Mohamed Hassanaly            | 523                             | 3,90 %                          |                                 | -                               | -                               |                                 |
| Abdoulhakin Ben Saïd Allaoui | Abdoulhakin Ben Saïd Allaoui | 208                             | 1,55 %                          |                                 | -                               | -                               |                                 |
| Zahariat Said Ahmed          | Zahariat Said Ahmed          | 63                              | 0,47 %                          |                                 | -                               | -                               |                                 |
| Sources :                    |                              |                                 |                                 |                                 |                                 |                                 |                                 |